# Lollapalooza Live
Lollapalooza Live je koncertní DVD Lou Reeda, vydané 19. září 2011. Na koncertě hráli Reed se svou doprovodnou skupinou a též s projektem Metal Machine Trio. Sestavu doplnil host Steve Hunter, který s Reedem již dříve spolupracoval. Záznam pochází z festivalu Lollapalooza z roku 2009.

## Seznam skladeb
| Pořadí | Název                   | Délka |
| ------ | ----------------------- | ----- |
| 1.     | Sweet Jane              |       |
| 2.     | Senselessly Cruel       |       |
| 3.     | Dirty Boulevard         |       |
| 4.     | Waves of Fear           |       |
| 5.     | Mad                     |       |
| 6.     | Paranoid Key of E       |       |
| 7.     | I'm Waiting for the Man |       |
| 8.     | Walk on the Wild Side   |       |

## Obsazení
- Lou Reed – zpěv, kytara, kontinuum
  - Mike Rathke – kytara
  - Kevin Hearn – klávesy
  - Rob Wasserman – baskytara
  - Tony „Thunder“ Smith – bicí
- Metal Machine Trio
  - Ulrich Krieger – saxofon
  - Sarth Calhoun – elektronické efekty
- Steve Hunter – kytara